# Operationszentrale

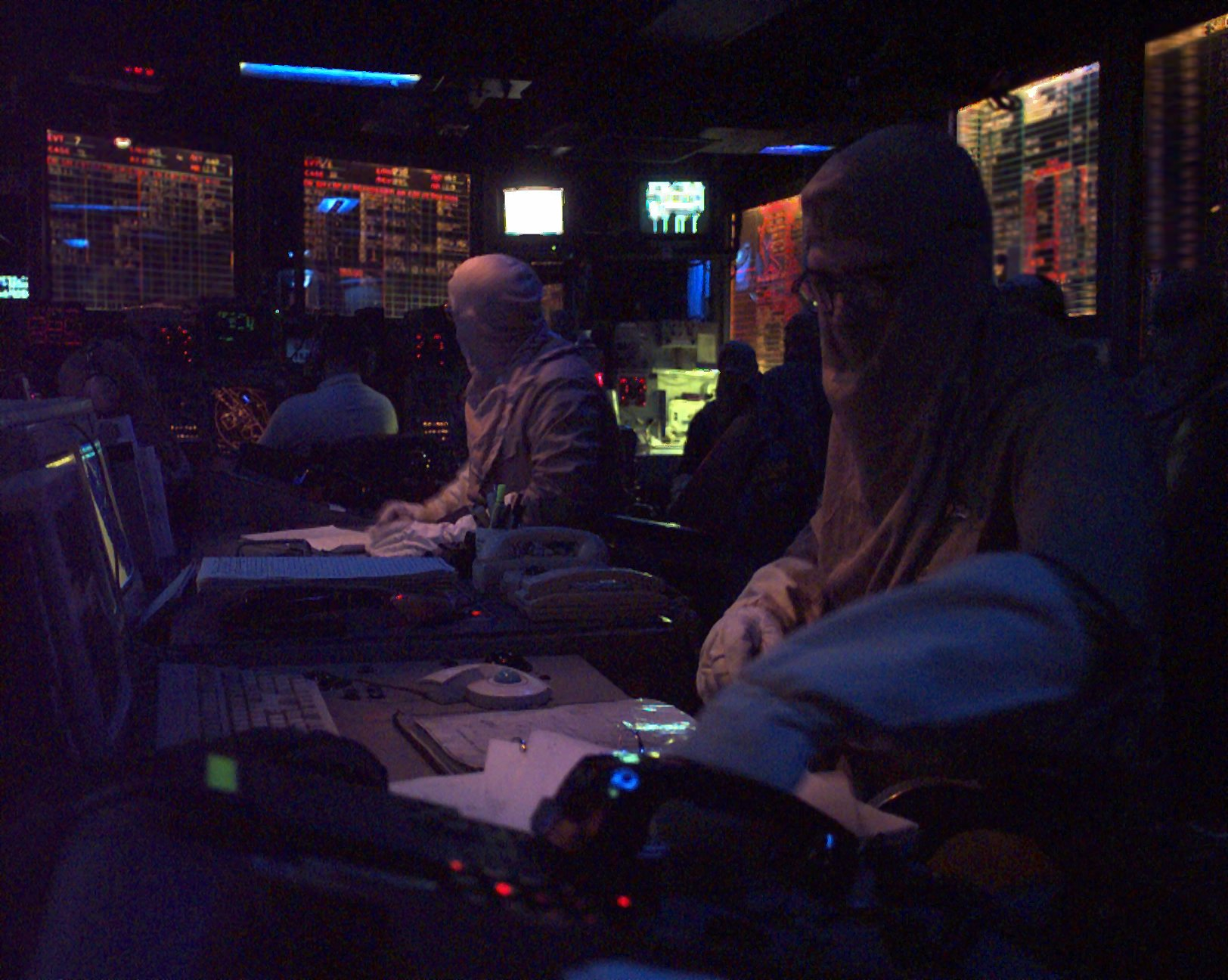
Operationszentrale auf dem Flugzeugträger Independence

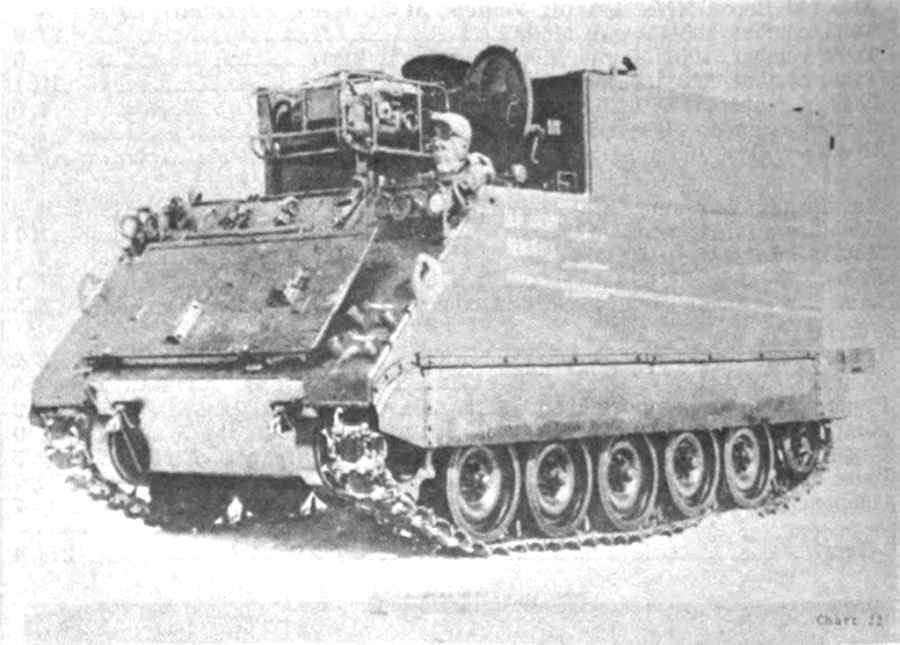
Gefechtstanspanzer

Die Operationszentrale (OpZ), oft auch Combat Information Center (CIC) genannt, stellt die Kommandozentrale im Inneren von Kriegsschiffen (Über- und Unterwasser-Schiffe) dar. Um möglichst gut geschützt zu sein, ist sie möglichst tief im Schiffskörper untergebracht. In ihr laufen alle Informationen von Außen (Aufklärung, Sensoren etc.) und Innen (Waffenstatus usw.) zusammen und werden ausgewertet. In der OpZ kann die Lage dargestellt und bewertet werden. Anhand dieser Daten und vorhandener Befehle entscheidet dann der Kommandant über das weitere Handeln. Insbesondere im Kampfeinsatz kann der Kommandant so darauf verzichten, sich auf der wesentlich exponierteren Brücke aufzuhalten. Auf größeren Schiffen sind oftmals auch zwei OpZ vorhanden, um dem Befehlshaber von Landungstruppen oder Spezialeinheiten eine räumlich getrennte Führungsmöglichkeit zugeben.
Die Korvetten der Braunschweig-Klasse haben eine OpZ, die nicht mehr verdunkelt wird.
Operationseinsatzzentralen werden auch an Land verwendet. Sie werden dort häufig als Lagezentrum bezeichnet.

## Operationszentrale (Heer)
Eine Operationszentrale (OpZ) des Heeres der Bundeswehr ist das Kernelement eines Gefechtsstandes, bzw. einer Gefechtsstandgruppe. In ihr werden die Kernaufgaben der Stabsarbeit wahrgenommen. Dazu zählen z. B. Auswertung von Funkmeldungen, Befehlsausgabe per Funk, Befehlsausgabe des Kommandeurs zu einbestellten Kompaniechefs, Arbeit an militärischen Lagekarten, u. a. Hier findet sowohl Planung als auch Operationsführung (OpFü) statt. Dazu gehören auch auf Zusammenarbeit angewiesenen Kampfunterstützungstruppen (Artillerie, Pioniere etc.), die zeitweise durch einen Verbindungsoffizier vertreten sein können. Bei den Kampftruppen, in der Regel Panzer- oder Panzergrenadiertruppe setzt sie sich aus dem Kommandeur, der G3-/S3-Zelle (Planung und Führung laufender Operationen) und der G2-/S2-Zelle (militärisches Nachrichtenwesen und Feindlage) zusammen. Personell besteht sie aus dem Kommandeur, der nicht ortsgebunden ist und auch aus einer beweglichen Befehlsstelle (meist Führungspanzer) heraus kommandieren kann, dem S3-Stabsoffizier, dem unterstützenden S3-Feldwebel, sowie dem S2-StOffz und S2-Fw. Eine OpZ arbeitet im Felde im Schichtbetrieb, um 24 Stunden lang auf wechselnde Lage reagieren zu können. Hierbei kann man zwischen Führungs- und Arbeitsbereitschaft unterscheiden. In der Regel ist die Fernmeldeorganisation und die damit verbundene Befehlsgebung auf die OpZ ausgerichtet (häufig besitzt die OpZ einen eigenen Fernmeldezug bzw. -gruppe), um alle unterstellten und übergeordneten Funkstellen permanent erreichen zu können. Die kleinste Organisationseinheit ist die OpZ eines Bataillons. Während der Heeresstruktur IV bestand die OpZ eines Panzer- oder Panzergrenadierbataillons aus zwei M113 MTW FüFu und einem abgetarnten Gefechtsstandzelt sowie zwei SpZ Marder (mit je zwei Funkgeräten). Bei Ausfall der beweglichen Befehlsstelle wird von der OpZ allein geführt und umgekehrt. Da Operationszentralen und Gefechtsstände vom Gegner als Hochwertziele angesehen werden, müssen diese nach einer gewissen Zeit auf Wechselstandorte verlegt werden. Die OpZ eines Pz- oder PzGrenBtl hat die Gefechtsführung von vier bis fünf Kompanien zu koordinieren und ist damit aufgrund der Vielzahl verschiedener Informationen (Aufklärungsergebnisse, aktuelle Feindlage, Feindeinbruch, Entwicklung des Gefechtes, Ausfälle, Verlustmeldungen etc.) und der damit verbundenen zeitkritischen Entscheidungen häufig einer sehr hohen Belastung ausgesetzt.